# 니시히라나이촌
니시히라나이촌(西平内村)은 아오모리현 히가시쓰가루군에 설치되었던 촌이다. 현재의 히라나이정에 해당한다.

## 연혁
- 1889년 4월 1일 - 정촌제 시행에 의해 히가시쓰가루군 야마구치촌, 후지사와촌, 쇼다촌, 마스다촌, 나카노촌, 츠치야촌, 나미우치촌, 모라촌, 이뉴촌을 합병해 니시히라나이촌이 발족하였다.
- 1955년 3월 31일 - 히가시쓰가루군 고미나토정, 히가시히라나이촌과 합병해 히라나이정이 되어 소멸하였다.

## 교통

### 철도
- 일본국유철도 도호쿠 본선
  - 니시히라나이역

## 참고문헌
- 『市町村名変遷辞典』東京堂出版、1990年。
- 『東奥年鑑』1954年版「職員録」。
- 『青森県市町村合併誌』青森県総務部地方課、1961年。